# Кочинский метрополитен
Кочинский метрополитен — система рельсового внеуличного транспорта в городе Кочине, в Индии.

## История
Строительство было начато в июне 2013 года. 7 июня 2017 года прошла презентация построенного участка готового метро, открыта[где?] памятная доска. Регулярная эксплуатация с пассажирами началась 17 июня 2017 года.

## Линии
- Первая линия — открылась 17 июня 2017 года, 11 станций, длина 13,4 км. Вся линия запроектирована и строится как эстакадная, её общая длина будет 25,6 км.
- 3 октября 2017 года — продление линии, 5 станций, длина 5 км.
- 4 сентября 2019 года — продление линии, 5,5 км.
- 7 сентября 2020 года — продление линии, 1 станция и 1,1 км.

## Интересный факт
Метрополитен Кочина быстрее всех в Индии прошёл все этапы строительства — от начала проектирования до запуска в эксплуатацию.